# NGC 1423
NGC 1423 este o galaxie LINER situată în constelația Eridanul. A fost descoperită în 31 octombrie 1886 de către Lewis A. Swift. Se află la o distanță de 69,5 de megaparseci de Pământ.